# Лаффон, Жан-Жак
Жан-Жак Лаффон (фр. Jean-Jacques Laffont; 13 апреля 1947, Тулуза — 1 мая 2004, Коломье) — французский экономист, профессор экономики, президент Эконометрического общества в 1992 году.

## Биография
Жан-Жак родился 13 апреля 1947 года в Тулузе, Франция.
В 1968 году успешно прошёл сертификацию на возможность преподавания экономики во Франции (аналог степени бакалавра по экономике) и курс магистратуры математики в Университете Тулузы 1. Успешно сдал экзамен D.E.A. по стохастическому анализу в 1969 году и D.E.A. по математической экономике в 1970 году в Национальной школе статистики и экономического управления (ENSAE). В 1970 году получил диплом в ENSAE, а в 1972 году был удостоен и докторской степени 3 цикла по прикладной математике также в Университете Пьера и Марии Кюри. После чего уезжает в США, где получает докторскую степень (Ph.D.) по экономике в Гарвардском университете в 1975 году.
Свою преподавательскую деятельность начал в должности ассистента преподавателя по математике в Университете Париж-Дофин в 1970—1972 годах. А после возвращения из США получил должность преподавателя в 1975—1987 годах в Политехнической школе в Париже. В 1978—1979 годах был приглашённым адъюкт-профессором, а затем полным профессором в 1979—2004 годах в Университете Тулузы 1.
В то же самое время был помощником научного сотрудника в 1975—1976 годах, научным сотрудником в 1976—1977 годах в Национальном центре научных исследований (CNRS) . Был приглашённым адъюкт-профессором в Университете Пикардии в 1977—1978 годах, директором исследований в 1980—2004 годах в Высшей школе социальных наук во Франции (EHESS), экстраординарным профессором в Лозаннском университете, приглашённым профессором в Пенсильванском университете в 1980 году, членом Калифорнийского технологического института в 1987—1988 годах, приглашённым научным сотрудником в Австралийском национальном университете в 1988 году, приглашённым профессором в Гарвардском университете в 1988 году, профессором в Университете Тулузы 1 в 1991—2001 годах, профессором кафедры имени Элиота в Университете Южной Калифорнии в 2001—2004 годах.
Жан-Жак был помощником редактора журналов «Journal of Mathematical Economics» в 1980—1985 годах, «Journal of Economic Theory» в 1981—1987 годах, «The Review of Economic Studies» в 1981—1985 годах, «European Economic Review» в 1986—1989 годах, «Social Choice and Welfare» в 1984—1990 годах, «Insurance Mathematics and Economics» в 1986—1995 годах, «Economics Letters» в 1978—1996 годах, «Revue d’Economie Politique» в 1982—2004 годах, «Annales d’Economie et Statistique» в 1986—1996 годах, «Journal of Public Economics» в 1998—2004 годах, «Journal of Public Economic Theory» в 1998—2004 годах и «European Journal of Political Economy» в 2000—2004 годах.
Был членом с 1978 года, вице-президентом в 1990—1991 годах и президентом Эконометрического общества в 1992 году; почётным членом Американской экономической ассоциации с 1991 года, иностранным почётным членом Американской академии искусств и наук с 1993 года; членом Ассоциации французской экономической науки с 1982 года; членом правления с 1985 года, вице-президентом в 1996 году, выбранным президентом в 1997 году, президентом в 1998 году Европейской экономической ассоциации. Был директором Института экономики промышленности в 1990—2003 годах, вице-президентом научного совета Университета Тулузы 1 в 1993—2001 годах, членом совета по экономическому анализу первого министра в 1997—1999 годах, почётным доктором (Honoris Causa) Лозаннского университета с 1998 года, почётным доктором (Honoris Causa) Льежского университета с 2000 года, иностранным почётным членом Аргентинской ассоциации политэкономии с 2000 года, почётным профессором Китайского народного университета с 2001 года.
Жан-Жак Лаффон умер 1 мая 2004 года в Коломье, Франция.

## Награды
За свои достижения был награждён:
- 1975 — приз Велса от Гарвардского университета за лучшие тезисы докторской диссертации по экономике;
- 1990 — серебряная медаль Национального центра научных исследований;
- 1991 — кавалер ордена Почётного легиона;
- 1991 — научная премия UAP;
- 1993 — награда Юрьё Яхнссона[англ.] как лучшему европейскому экономисту не старше 45 лет;
- 1993 — приз лучшему экономисту года по версии журнала «Le Nouvel Économiste[англ.]»;
- 1996 — приз Росси от Университетского Института Франции[англ.];
- 1996 — приз Академии флоралий;
- 1997 — приз самому полезному исследователю от Флоридского университета;
- 2002 — офицер ордена Почётного легиона.